# Koninklijke Collectie (Nederland)
De Koninklijke Collectie van Nederland is een historische verzameling van objecten en voorwerpen bijeengebracht door het Nederlandse Koninklijk Huis.

## Beheer
Koning Willem I stelde in 1825 het Koninklijk Huisarchief in om de historische collectie archiefstukken te ontsluiten. Deze collectie is sinds 1972 onder beheer van Stichting Historische Verzamelingen van het Huis Oranje-Nassau. Deze verzameling bevat topstukken met waardevol textiel, meubilair, archivalia, penningen, kloskant, edelsmeedkunst, juwelen, glaswerk, schilderkunst, porselein en keramiek. De verzameling historische koetsen en ruituigen valt onder het beheer van het koninklijk staldepartement. Vele stukken worden centraal bewaard en zijn toegankelijk voor wetenschappers, andere stukken zijn verspreid over de verschillende residenties van het Nederlandse hof.
Een gedeelte van de historische bibliotheek, die de vorsten vergaarde, is bij de Nedelandse Koninlijke Bibliotheek in bewaring gegeven, deze verzameling bevat verschillende werken over geesteswetenschappen.